# 1803 na música

## Nascimentos
| Data           | Nome                 | Profissão             | Nacionalidade | Observações | Ref |
| -------------- | -------------------- | --------------------- | ------------- | ----------- | --- |
| 6 de Janeiro   | Henri Herz           | pianista e compositor | Áustria       | m. 1888     |     |
| 11 de Dezembro | Hector Berlioz       | compositor            | França        | m. 1869     |     |
|                | Adolphe Charles Adam | compositor            | França        | m. 1856     |     |

## Mortes
| Data | Nome | Profissão | Nacionalidade | Observações | Ref |
| ---- | ---- | --------- | ------------- | ----------- | --- |